# 豊田郡 (香川県)
- 令制国一覧 > 南海道 > 讃岐国 > 豊田郡
- 日本 > 四国地方 > 香川県 > 豊田郡

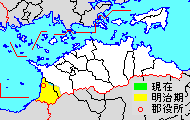
香川県豊田郡の範囲（水色：後に他郡から編入された地域）

豊田郡（とよたぐん）は、香川県（讃岐国）にあった郡。

## 郡域
1878年（明治11年）に行政区画として発足した当時の郡域は、現在の行政区画では概ね以下の区域に相当する。
- 観音寺市（後に三野郡から編入された本大町を除く）
- 三豊市（山本町辻、山本町河内）

## 歴史

### 古代
古くは刈（苅）田（かった・かた）郡といった。

#### 郷
最初は高屋郷、坂本郷、柞田郷、山本郷、紀伊郷、姫江郷から構成されたが、後に和田郷が姫江郷から分離して新規に成立した。

#### 式内社
『延喜式』神名帳に記される郡内の式内社。
| 神名帳                     | 神名帳     | 神名帳 | 神名帳         | 比定社                       | 比定社                 | 比定社 | 集成 |
| 社名                       | 読み       | 格     | 付記           | 社名                         | 所在地                 | 備考   | 集成 |
| -------------------------- | ---------- | ------ | -------------- | ---------------------------- | ---------------------- | ------ | ---- |
| 苅田郡 6座（大1座・小5座） |            |        |                |                              |                        |        |      |
| 高屋神社                   | タカヤノ   | 小     |                | 高屋神社                     | 香川県観音寺市高屋町   |        |      |
| 山田神社                   | ヤマタノ   | 小     |                | 山田神社                     | 香川県観音寺市柞田町   |        |      |
| 加麻良神社                 | カマラノ   | 小     |                | （論）加麻良神社             | 香川県観音寺市流岡町   |        |      |
| 加麻良神社                 | カマラノ   | 小     | （論）加茂神社 | 香川県観音寺市植田町         |                        |        |      |
| 於神社                     | ウヘノ     | 小     |                | （論）於神社                 | 香川県観音寺市粟井町   |        |      |
| 於神社                     | ウヘノ     | 小     | （論）応神社   | 香川県観音寺市大野原町大野原 | 大野原八幡神社境内社   |        |      |
| 粟井神社                   | アハヰノ   | 名神大 |                | 粟井神社                     | 香川県観音寺市粟井町   |        |      |
| 黒島神社                   | クロシマノ | 小     |                | 黒島神社                     | 香川県観音寺市池之尻町 |        |      |
| 凡例を表示                 |            |        |                |                              |                        |        |      |

### 近代
- 明治初年時点では全域が丸亀藩領であった。「旧高旧領取調帳」に記載されている明治初年時点に存在した村は以下の通り。（45村）

吉岡村、流岡村、村黒村、東高屋村、西高屋村、室本村、上市村、下市村、観音寺村、坂本村、中洲村、仮屋村、山田尻村、花稲村、姫浜村、和田浜、簑浦村、和田村、井関村、内野々村、有木村、海老済村、田野々村、萩原村、福田原村、丸井村、粟井村、新田村、原村、中田井村、辻村、河内村、池尻村、木之郷村、青岡村、中姫村、大野原村、黒淵村、北岡村、大畑村、出作村、植田村、古川村、伊吹島村
- 1871年（明治4年）
  - 8月29日 - 廃藩置県により丸亀県の管轄となる。
  - 11月15日 - 第1次府県統合により香川県（第1次）の管轄となる。
- 1873年（明治6年）2月20日 - 名東県の管轄となる。
- 1874年（明治7年）（38村）
  - 東高屋村・西高屋村が合併して高屋村となる。
  - 坂本村・中洲村・仮屋村が観音寺村に合併。
  - 山田尻村・黒淵村・北岡村・大畑村が合併して柞田村となる。
- 1875年（明治8年）9月5日 - 香川県（第2次）の管轄となる。
- 1876年（明治9年）8月21日 - 第2次府県統合により愛媛県の管轄となる。
- 1878年（明治11年）12月16日 - 郡区町村編制法の愛媛県での施行により、行政区画としての豊田郡が発足。「豊田三野郡役所」が観音寺村に設置され、三野郡とともに管轄。
- 1888年（明治21年）12月3日 - 香川県（第3次）の管轄となる。

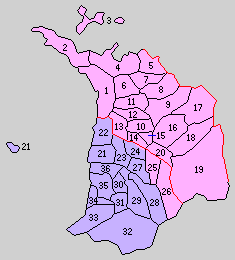
21.観音寺町 22.高室村 23.常磐村 24.一ノ谷村 25.辻村 26.河内村 27.豊田村 28.粟井村 29.紀伊村 30.中姫村 31.萩原村 32.五郷村 33.和田村 34.姫之江村 35.大野原村 36.柞田村（紫：観音寺市 桃：三豊市。1 - 20は三野郡）

- 1890年（明治23年）2月15日 - 町村制の香川県での施行により以下の町村が発足。特記以外は全域が現・観音寺市。（1町15村）
  - 観音寺町 ← 観音寺村、伊吹島村
  - 高室村 ← 高屋村、室本村
  - 常磐村 ← 植田村、流岡村、村黒村、出作村
  - 一ノ谷村 ← 古川村、中田井村、吉岡村、三野郡本ノ大村（財田川以西）
  - 辻村、河内村（それぞれ単独村制。現・三豊市）
  - 豊田村 ← 新田村、原村、池尻村
  - 粟井村（単独村制）
  - 紀伊村 ← 丸井村、福田原村、青岡村、木之郷村
  - 中姫村、萩原村（それぞれ単独村制）
  - 五郷村 ← 井関村、海老済村、内野々村、有木村、田野々村
  - 和田村 ← 簑浦村、和田村
  - 姫之江村 ← 姫浜村、和田浜
  - 大野原村 ← 大野原村、花稲村
  - 柞田村（単独村制）
- 1890年（明治23年）12月23日 - 第1回帝国議会で三野郡と合併して野田郡とする郡分合案が否決される。
- 1898年（明治31年）2月11日 - 姫之江村が町制施行・改称して豊浜町となる。（2町14村）
- 1899年（明治32年）4月1日 - 郡制の施行により三野郡・豊田郡の区域をもって三豊郡が発足。同日豊田郡廃止。

## 行政
愛媛県豊田・三野郡長
| 代 | 氏名 | 就任年月日                 | 退任年月日                | 備考         |
| -- | ---- | -------------------------- | ------------------------- | ------------ |
| 1  |      | 明治11年（1878年）12月16日 |                           |              |
|    |      |                            | 明治21年（1888年）12月2日 | 香川県に移管 |

香川県豊田・三野郡長
| 代 | 氏名 | 就任年月日                | 退任年月日                | 備考                                   |
| -- | ---- | ------------------------- | ------------------------- | -------------------------------------- |
| 1  |      | 明治21年（1888年）12月3日 |                           |                                        |
|    |      |                           | 明治32年（1899年）3月31日 | 三野郡の大部分との合併により豊田郡廃止 |